# جنت أباد (سيد جمال الدين)
جنت أباد (بالفارسية: جنت‌آباد) هي قرية تقع في إيران في قسم سید جمال الدین الريفي. يقدر عدد سكانها بـ 2,460 نسمة .